# Schodněnskaja (stanice metra v Moskvě)
Schodněnskaja (rusky Сходненская) je stanice metra v Moskvě. Nachází se v severní části sedmé linky, na severozápadě ruské metropole.

## Charakter stanice
Schodněnskaja je podzemní stanice mělkého založení, vybudovaná v 70. letech (otevřena 1975) podle technologie, která byla vyvinuta a uplatněna poprvé v Charkově. Stanice má dva výstupy, každý vychází z jednoho konce střední lodi. Z podpovrchových vestibulů pak vedou východy na povrch v několika ulicích. Obklad Schodněnské tvoří mramor v načervenalých tónech, strop pak obkládají panely z hliníku. V současné době se jedná o stanici relativně vytíženou, denně ji využije kolem 70 tisíc cestujících.